# Boeing B-29 Superfortress
El Boeing B-29 va ser un bombarder estratègic fet servir per la força armada dels Estats Units a la Segona Guerra Mundial i la Guerra de Corea, i després per altres nacions. El nom "Superfortress" deriva pel ben conegut predecessor: el B-17 Flying Fortress.
El B-29 va ser un dels avions de combat més grans en servei durant la Segona Guerra Mundial. Es tractava d'un bombarder que reunia tecnologies de les més avançades de l'època: cabina pressuritzada, control de tir electrònic i torretes de defensa controlades remotament. Tot i que fou dissenyat com a bombarder diürn de gran altitud va ser més utilitzat en missions de bombardeig incendiari a baixa altura, sobretot en la campanya de desgast de l'Imperi Japonès a l'acabament de la Segona Guerra Mundial. Així mateix aquest va ser el model seleccionat per realitzar el bombardeig nuclear sobre Hiroshima i Nagasaki. A diferència de molt altres models de bombarders utilitzats durant la guerra el B-29 va continuar en servei anys després fins a ser retirat a principis de la dècada del 1960. En total es construïren 3.970 bombarders B-29 en les seves diverses versions.
La Unió Soviètica va capturar un B-29 després que la tripulació es veiés obligada a fer un aterratge d'emergència a Sibèria després de rebre danys en una missió de bombardeig sobre el Japó. Els tècnics soviètics varen copiar per enginyeria inversa el bombarder americà per produir el seu propi disseny denominat Tupolev Tu-4.

## Cultura popular
En els simuladors de vol existeixen una o més variants del Boeing B-29 Superfortress, com el simulador de vol de codi obert FlightGear, així com en el sector comercial.

## Especificacions del B-29[5]
- Tripulació: 11 (5 oficials, 6 de tropa): comandant de l'avió, pilot, enginyer de vol (també un pilot titulat),[6][7] bombarder, oficial de navegació, operador de ràdio, operador de radar, 4 artillers (2 laterals, un a la part superior, un a la cua).

- Longitud: 30,18 m

- Envergadura: 43,06 m

- Altura: 8,5 m

- Superfície alar: 161,3 m²

- Pes en buit: 33.800 kg

- Pes carregat: 54.000 kg

- Màxim pes en l'enlairament: 60.560 kg

- Motors: 4 motors radials turbo-carregats amb hèlices de 4 pales i una potència total de 1.640 kW (2.200 cavalls de vapor)

- Velocitat màxima: 310 nusos (574 km/h)

- Velocitat de creuer: 190 nusos (350 km/h)

- Altitud màxima de servei: 10.200 m

- Abast de combat: 2.820 milles nàutiques (5.230 km)

- Abast de trasllat: 4.900 milles nàutiques (9.000 km)

- Armament defensiu:
  - 10 metralladores de calibre .50 BMG (12,7 x 99 mm)M2 Browning en torretes controlades remotament.
  - 2 metralladores de 12,7 mm M2 Browning i un canó automàtic de 20 mm a la torreta de cua (aquest últim es va acabar retirant per no mostrar-se fiable en combat).
- Armament ofensiu: càrrega habitual de fins a 9.000 kg de bombes.